# Belval, Manche
Belval är en kommun i departementet Manche i regionen Normandie i norra Frankrike. Kommunen ligger i kantonen Cerisy-la-Salle som tillhör arrondissementet Coutances. År 2022 hade Belval 334 invånare.

## Befolkningsutveckling
Antalet invånare i kommunen Belval
| Referens: INSEE |